# Sphinctrinaceae
Sphinctrinaceae är en familj av svampar. Sphinctrinaceae ingår i ordningen Mycocaliciales, klassen Eurotiomycetes, divisionen sporsäcksvampar och riket svampar.
| Sphinctrinaceae | \| \| Sphinctrina \| \| \| \| |
|                 | \| \| Sphinctrina \| \| \| \| |
|                 | Mycocaliciaceae               |
|                 |                               |
|                 | Sphinctrina                   |
|                 |                               |

|  | Sphinctrina |
|  |             |